# فهد ثانی
فهد ثانی (انگلیسی: Fahad Thani؛ زادهٔ ۱ دسامبر ۱۹۷۳دوحه) یک بازیکن و مربی فوتبال اهل قطر است.

## باشگاهی
از باشگاه‌هایی که در آن بازی کرده‌است می‌توان به الاهلی قطر اشاره کرد.